# Len Compton
Len Compton (né à Summerside, Île-du-Prince-Édouard) est un politicien canadien qui était maire de Kenora, Ontario de 2006 à 2010.
Un avocat qui s\est retiré en 2001, Compton fut conseiller municipal de Kenora de 2003 à 2006. Il a défait le maire sortant Dave Canfield aux Elections municipales de l'Ontario 2006.
Au début de 2008, Compton a rejeté une offre de rachat de Thunder Bay Telephone pour la compagnie municipale de téléphone, citant un accord de principe existait pour vendre le système avec Bell Aliant.
Compton annonce au printemps 2010 qu'il ne ferait pas campagne pour un autre terme aux Elections municipales de l'Ontario 2010. Canfield fut réélu comme son successeur.
Comme maire, Compton eut un rôle important dans la décision pour avoir la Police provinciale de l'Ontario pour fournir le service à Kenora, qui a causé la dissolution de police locale en 2009.  Un des facteurs principaux pour cette décision était le focus de la Police provinciale de l'Ontario sur la circulation routière. Ironiquement, en mars 2011, Compton fut arrêté conduisant dans Kenora en dépassant la limite d'alcool permise.